# 村中一輝
村中 一輝（むらなか かずき、1982年6月15日 - ）は、日本のタレント・俳優。所属事務所は元・田辺エージェンシー、その後はフリーでの活動。北海道出身。血液型AB型。

## 略歴
- 高校卒業後に上京。数々の有名アーティストと共にダンサーとして活躍。
- 2006年3月から植野堀まことと「笑っていいとも!」の13代目いいとも青年隊として活動し、2008年3月28日に卒業。
- 氣志團の紫SHIKIBUのメンバーとして活動、DJ OZMAのダンサーとしても活躍。

## 人物
- 中学では陸上部で中距離、高校ではサッカー部。

## 出演

### テレビドラマ
- 女王の教室（2005年7月、日本テレビ） - エンディング

### バラエティ
- BSどーもくんワールド（2005年4月 - 2006年3月、NHK-BS2） - MC
- 森田一義アワー 笑っていいとも!（2006年4月 - 2008年3月、フジテレビ） - 13代目いいとも青年隊

### 舞台
- 朗読劇 田辺聖子の世界（2008年11月、テレビ朝日/東映エージェンシー）恒夫 役
- LOVE MUSICAL（2009年9月、DHE）笛吹皐月 役
- ﾌｼﾞﾃﾚﾋﾞ主催 ルナ・レガーロ東京公演
- ミュージカル『刀剣乱舞』 結びの響、始まりの音
- ミュージカル『刀剣乱舞』葵咲本紀
- ミュージカル『刀剣乱舞』静かの海のパライソ、静かの海のパライソ2021
- ミュージカル『刀剣乱舞』東京心覚
- ミュージカル『刀剣乱舞』江水散花雪
- ミュージカル『刀剣乱舞』春風桃李巵
- ミュージカル『刀剣乱舞』万の華うつす鏡
- ミュージカル『刀剣乱舞』陸奥一蓮（2024年3月10日 - 24日、TOKYO DOME CITY HALL / 3月30日 - 4月14日、箕面市立文化芸能劇場 大ホール / 4月26日 - 5月6日、TOKYO DOME CITY HALL）[1]
- ミュージカル『刀剣乱舞』坂龍飛騰（2025年3月23日 - 30日、TOKYO DOME CITY HALL / 4月5日 - 26日、箕面市立文化芸能劇場 大ホール / 5月2日 - 11日、TOKYO DOME CITY HALL）[2]
- ミュージカル『刀剣乱舞』目出度歌誉花舞 十周年祝賀祭（2025年7月29日・30日、東京ドーム）[3]

### CM
- サントリー「C.C.レモン」（2005年）
- グリコ「カフェオーレ」
- モスバーガー

### ミュージックビデオ
- 松田聖子&Crazy.T『Smile on me』（2004年）
- YUKI『JOY』（2004年）
- 微熱DANJI『涙BOY涙GIRL』（2005年）
- 倖田來未『Birthday Eve』（2005年）
- ロードオブメジャー『さらば碧き面影』（2006年）
- DJ OZMA『アゲ♂アゲ♂EVERY☆騎士』（2006年）
- DJ OZMA『アゲ♂アゲ♂EVERY☆騎士〜Summer Ver.〜』（2006年）
- DJ OZMA『純情 〜スンジョン〜』（2006年）
- DJ OZMA『超!!』（2006年）
- DJ OZMA『Mr. DJ』（2006年）
- DJ OZMA『疾風迅雷〜命 BOM-BA-YE〜』（2007年）
- DJ OZMA『Lie-Lie-Lie』（2007年）
- DJ OZMA『KIWAME』（2008年）